# 1991 VJ2
1991 VJ2 är en asteroid i huvudbältet som upptäcktes den 9 november 1991 av de båda japanska astronomerna Seiji Ueda och Hiroshi Kaneda i Kushiro.